# Gorfou sauteur
Eudyptes chrysocome
Espèce
Synonymes
Statut de conservation UICN

 VU A2abcde+3bcde+4abcde : Vulnérable
Le Gorfou sauteur (Eudyptes chrysocome) est une espèce d'oiseaux de la famille des Spheniscidae. Comme les autres gorfous, il se distingue par une touffe de plumes noires et jaunes de chaque côté de sa tête appelée aigrette.

## Taxonomie
Il existe deux sous-espèces :
- Eudyptes chrysocome chrysocome (Forster, 1781) — îles du sud de l'Amérique du Sud et îles Malouines ;
- Eudyptes chrysocome filholi Hutton, 1879 — des îles du Prince-Édouard aux îles subantarctiques de Nouvelle-Zélande.

Note: l'ancienne sous-espèce Eudyptes chrysocome moseleyi (Mathews & Iredale, 1921) a été officiellement élevée au rang d'espèce en 2006.

## Description
Cet oiseau ne présente pas de dimorphisme sexuel à l'exception du bec rouge brun un peu plus fort chez le mâle.
L'œil est rouge orangé. Les adultes possèdent des aigrettes jaunes (sourcils), qui se finissent en long panache de plumes projetés de chaque côté de la tête noire et massive. Leur plumage est noir sur le dos et blanc sur le ventre. Ils pèsent entre 2 kg et 4,3 kg, pour une taille de 45 à 60 cm et peuvent vivre jusqu'à 30 ans (durée observée en captivité).
Les juvéniles sont plus petits et possèdent des sourcils plus petits et d'un jaune moins vif.
Les poussins sont recouverts d'un épais duvet gris-brun sur la tête et le dos, tandis que leur ventre est blanc.

## Répartition

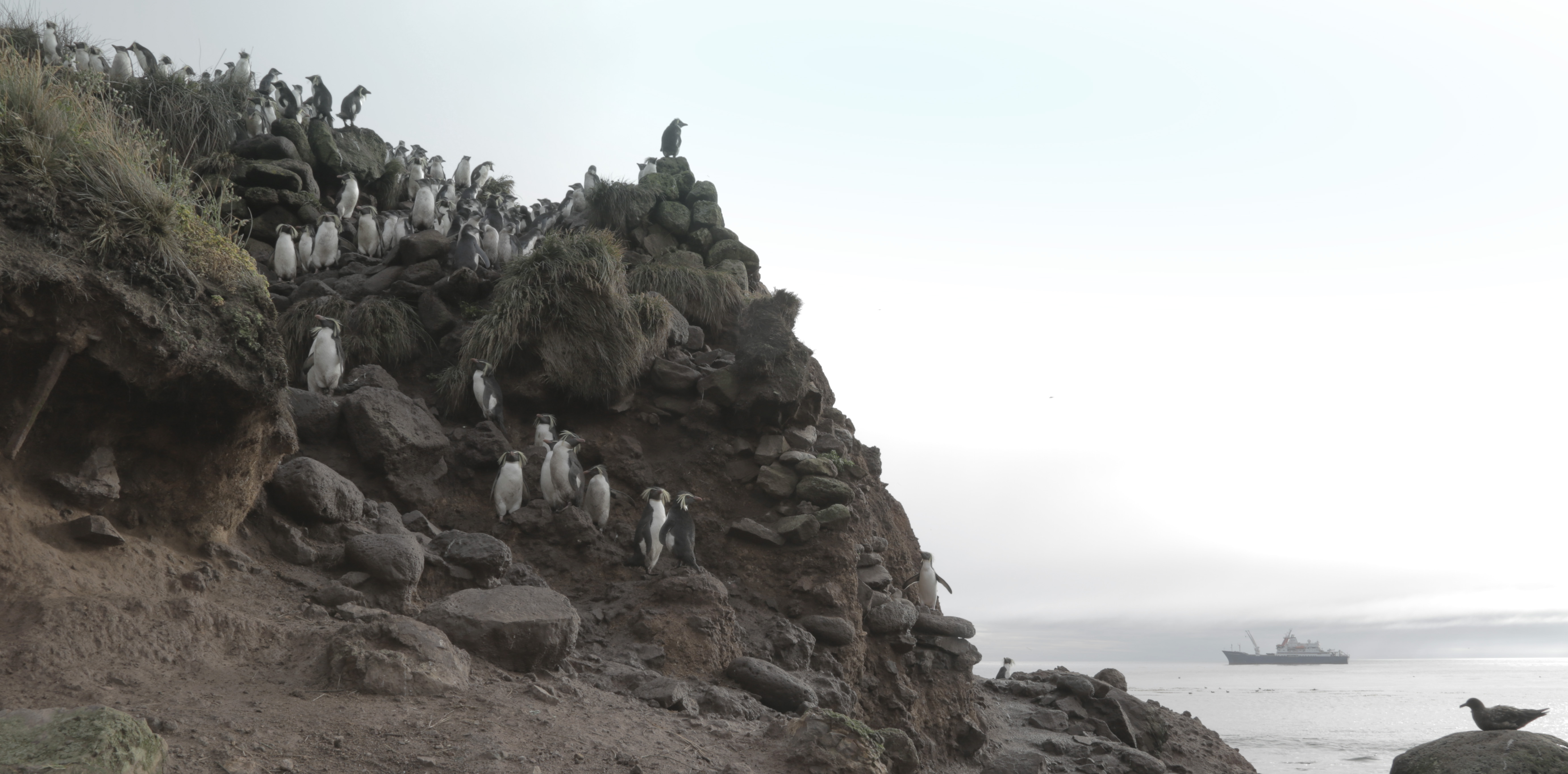
Gorfous sauteurs sur l'Île Saint-Paul - Île subantarctique des TAAF

Cet oiseau se reproduit à travers les îles sub-antarctiques.

## Comportement
Le Gorfou sauteur est un pêcheur qui mange surtout des crustacés et des petits poissons. Il peut atteindre en plongée une profondeur d'environ 100 m. Il revient sur terre seulement à deux occasions : lorsqu'il mue, en avril, et pour se reproduire.

## Reproduction

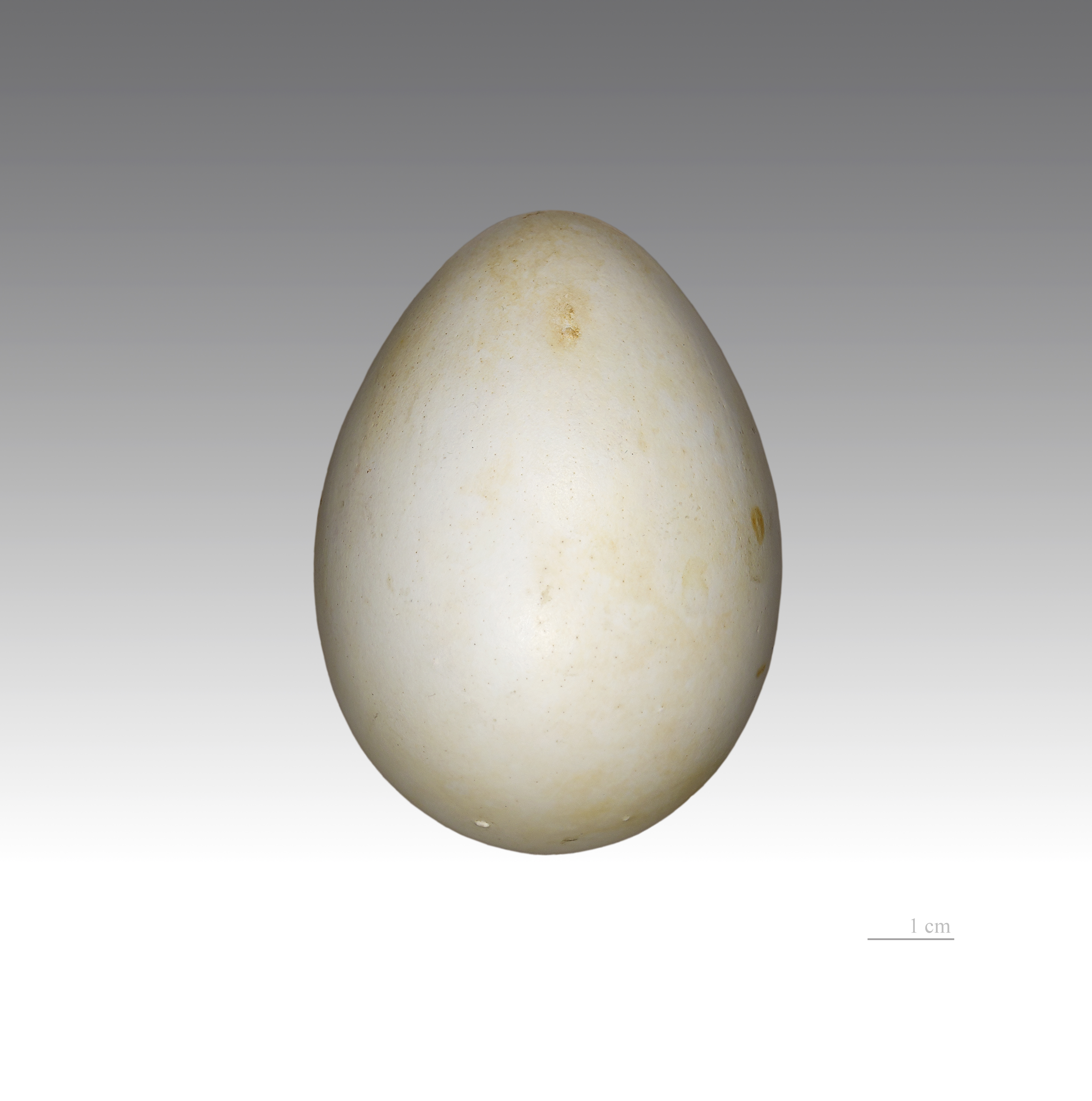
Eudyptes chrysocome- Muséum de Toulouse

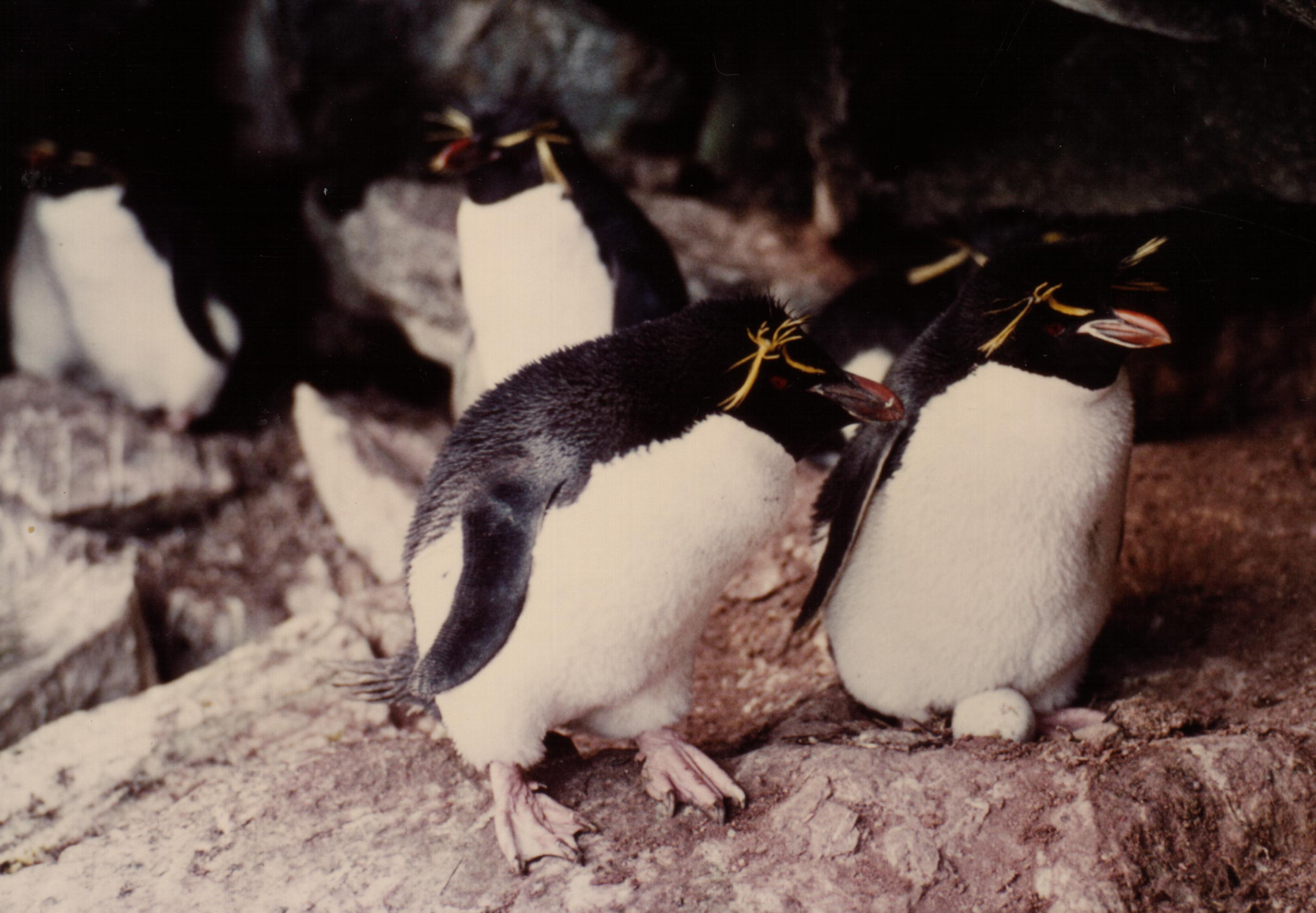
Couple pendant la couvaison.

La reproduction se fait d'octobre à avril. Le nid est constitué d'un petit trou entouré de cailloux et de plumes. Le nid est fortement protégé par les parents qui ne laissent personne s'approcher. La femelle pond deux œufs dont un qui n'est pas viable. Les parents s'occupent tour à tour de l'œuf et ensuite du poussin. L'incubation dure entre 30 et 35 jours. Pour nourrir le jeune, les adultes avalent les proies mais les recouvrent de mucus pour les empêcher d'être digérées. La nourriture peut ainsi être régurgitée au jeune. Il semblerait que le gorfou sauteur s'occupe de son petit ainsi pendant une trentaine de jours après l'éclosion. Ensuite le petit est convié à une crèche, c'est-à-dire un regroupement de poussins. Les poussins restent ainsi plus protégés pendant que les parents partent en mer chercher de la nourriture. Âgé de 50 à 60 jours, le jeune, devenu grand, peut alors partir en mer et se nourrir par lui-même.

## Place dans la chaîne alimentaire

### Prédateurs
- Requin bleu
- Léopard de mer
- Otarie
- Labbe antarctique et pétrel (Mange les oisillons)

### Proies
- Crevettes
- Calmars

## Source
- Todd F.S. & Genevois F. (2006) Oiseaux & Mammifères antarctiques et des îles de l'océan austral. Kameleo, Paris, 144 p.